# مارك مازوفير
مارك مازوفير (بالإنجليزية: Mark Mazower)‏  (و. 1958  م) هو مؤرخ، وبروفيسور، وصحفي بريطاني، ولد في لندن، هو عضوٌ في الأكاديمية الأمريكية للفنون والعلوم.

## التعليم
تعلم في جامعة أوكسفورد، وجامعة جونز هوبكينز، وWilliam Ellis School ‏.

## جوائز
حصل على جوائز منها:
- جائزة ديدو سوتيريو ‏ (2012)
- جائزة ولفسون التاريخية (2001).